# EBS Symposium
 (juin 2012).
Si vous disposez d'ouvrages ou d'articles de référence ou si vous connaissez des sites web de qualité traitant du thème abordé ici, merci de compléter l'article en donnant les références utiles à sa vérifiabilité et en les liant à la section « Notes et références ».
L‘EBS Symposium est un congrès économique organisé par des étudiants de l’EBS École de Commerce et de Droit. 

## Description
Un des plus grands événements étudiants d’Allemagne avec plus de 1 000 participants par an, la tenue du symposium est synonyme d’animation sur le campus de l’EBS, où beaucoup d’évènements sont organisés pour l’occasion. En plus de présentations thématiques faites par des invités de marques, les participants ont la possibilité de nouer des contacts avec des entreprises sur une foire à l’embauche « Recruiting Fair ». Des débats sont organisés et les participants discutent avec des personnalités  du secteur de l’économie, de la société et de la politique. De plus un espace est consacré à l’innovation « l’Innovation Fair » où les participants sont invités à découvrir des produits créatifs faites par des entreprises innovantes en pleines évolutions.

## Histoire
Le Symposium de l’économie a été établi en 1989 sous le nom de « Pro 90 » par trois initiatives étudiantes. L’idée et l’objectif du congrès était de réunir des représentants d’entreprises, des sciences et de la politique ainsi que des étudiants de diverses disciplines pour engager un dialogue.
Sous le thème Made in Germany – ein neu zu definierender Begriff, le premier EBS Symposium a été bien accueilli [réf. nécessaire]. En fin de compte, les étudiants se sont lancés comme objectif d’établir le Symposium à l’EBS de manière stable et annuelle. En 1992, pour la première fois, ils ont organisé un forum bancaire « Bankenforum ». Cet événement international a mis l’accent sur des problèmes liés à la gestion financière.
Les étudiants du premier et deuxième semestre organisent et apportent de nouveaux concepts et idées au symposium, ils sont soutenus et conseillés par un comité composé d’anciens présidents du Symposium, d’anciens élèves ainsi que des représentants d’entreprises renommés, qui font en sorte que le savoir résultant de leurs expériences est utilisé de manière efficace.
En 2008, le 19e Symposium a eu lieu sous le parrainage de Thomas Enders avec près de 1 500 participants, dont environ 200 représentants d’entreprises. Jean-Claude Trichet, John Major et Jochen Zeitz ont fait partie des 55 invités. Le 20e Symposium de l’EBS a eu lieu du 17 au 19 septembre 2009 avec Dieter Zetsche comme parrain. En 2010, c’était au tour de l’ancien président de la Banque Fédérale d’Allemagne Axel Weber de parrainer l’évènement.
Le 22e Symposium s’est déroulé du 21 au 23 septembre 2011 sur le campus de l’EBS à Oestrich-Winkel sous le thème Chute démographique – Doit-on importer de la croissance ou exporter notre savoir-faire ? (Dawn of Demography – Import Growth or Export Knowledge ?). Le parrainage a été assumé par Philipp Rösler, vice-chancelier de l’Allemagne et ministre fédéral de l’économie.

## Contenu
Beaucoup d’invités sont conviés à l’évènement et contribuent au thème actuel avec des conférences ou des discours. Pendant les conférences, les participants du congrès ont la possibilité d’adresser des questions aux orateurs. En plus des conférences, il y a aussi des tables rondes qui se tiennent. Pour la première fois, en 2010, des débats pour les étudiants ont été organisés : trois étudiants sélectionnés pouvaient discuter d’actuels problèmes économiques avec des acteurs du monde des affaires. 
Par ailleurs, chaque année le Symposium de l’EBS organise aussi une foire à l’embauche sur le campus où des entreprises partenaires soutenant le Symposium ont la possibilité de se présenter. De plus, il s’y déroule aussi une foire de l’innovation où des jeunes entreprises présentent leurs idées. Les différentes entreprises vont de l’industrie automobile en passant par des constructeurs de télévisions aux développeurs de nouvelles technologies. En 2011, l’évènement a été encadré par l’intégration de pays partenaires – la Norvège, la Finlande, la Suède et le Danemark. D’une part, des personnalités scandinaves ont été conviées sur le campus, tels que l’ambassadeur du Danemark, d’autre part les pays partenaires ont été intégrés dans le contenu des conférences et des discussions.

## Symposiums récents
- 23e EBS Symposium: « In Need of a Value Driven Economy – Longing for Confidence and Trust » (2012)[2]
- 22e EBS Symposium: « Dawn of Demography – Import Growth or Export Knowledge? » (2011)[3]
- 21e EBS Symposium: « Growthx – A Future without Boundaries? » (2010)
- 20e EBS Symposium: « Rethink Capitalism – Designing our Future » (2009)
- 19e EBS Symposium: « Europe and the World – A Call for Leadership » (2008)
- 18e EBS Symposium: « People, Nature, Money – Balanced World or Resource Crisis? » (2007)
- 17e EBS Symposium: « Survival of the Fittest? – Mastering fundamental changes » (2006)
- 16e EBS Symposium: « The German Angst – Vertrauen in die Zukunft » (2005)

## Invités de marques ayant participé (liste non exhaustive)
- Alexander Dibelius (CEO, Allemagne, Autriche, Europe de l’Est, Goldman Sachs)
- Burkhard Schwenker (Président du CA Roland Berger Strategy Consultants)
- Eckhard Cordes (PDG, Metro AG)
- Frank Mattern (Directeur, McKinsey & Company Allemagne)
- Gerhard Cromme (ancien PDG, Siemens AG)
- Gerhard Schröder (ancien Chancelier de l’Allemagne)
- Hans-Paul Bürkner (PDG, Boston Consulting Group)
- Helmut Kohl (ancien Chancelier de l’Allemagne)
- Herbert Hainer (PDG, adidas AG)
- Horst Köhler (ancien Président fédéral de l’Allemagne)
- Jean-Claude Trichet (ancien Président de la Banque centrale européenne)
- Jürgen Schrempp (ancien PDG, Daimler AG)
- Klaus Kleinfeld (PDG, Alcoa Inc.; ancien PDG, Siemens AG)
- Klaus Zumwinkel (ancien PDG, Deutsche Post AG)
- Michael Dell (PDG fondateur, Dell)
- John Major (ancien Premier ministre du Royaume-Uni)
- Thomas Enders (PDG, Airbus)
- Wolfgang Reitzle (PDG, Linde AG)
- Götz Werner (Fondateur, dm-drogerie markt GmbH & Co. KG)
- Dietmar Hopp (cofondateur, SAP AG)

## Source
1. ↑  "Discours d'Axel Weber, 21st EBS Symposium"
2. ↑  "Congrès 2012"
3. ↑  "History"